# Großer Lafatscher
Der Große Lafatscher ist ein 2696 m ü. A. hoher Gipfel der Gleirsch-Halltal-Kette im Karwendel und damit nach den sechs Karwendelgipfeln, die eine Höhe von mehr als 2700 m erreichen, der siebthöchste Gipfel des gesamten Gebirges. Er ist aus dem Halltal in ca. 4 Stunden erreichbar.
Der leichteste Aufstieg führt vom Wilde Bande-Steig, welcher südlich des Rosskopfs, der Vorderen Bachofenspitze und des Großen Lafatschers vom Stempeljoch (2215 m ü. A.) zum Lafatscher Joch (2081 m ü. A.) verläuft, über den Südrücken auf den Gipfel.
Die mächtige 800 m hohe Nordwand baut sich über dem Großen Gschnierkar im Hinterautal auf.